# Agrodiaetus merzbacheri
Agrodiaetus merzbacheri är en fjärilsart som beskrevs av Courvoisier 1913. Agrodiaetus merzbacheri ingår i släktet Agrodiaetus och familjen juvelvingar. Inga underarter finns listade i Catalogue of Life.